# Mésopause
Ne doit pas être confondu avec Ménopause.

Diagramme (échelle non respectée) de l'atmosphère montrant la mésopause. La distance couvrant la surface de la Terre jusqu'au sommet de la mésopause (80 km) représente un peu moins de 1 % du rayon de la Terre.

La mésopause est une zone de l'atmosphère terrestre qui fait la transition entre la mésosphère (au-dessous) et la thermosphère (au-dessus). Elle se situe à une altitude d'environ 80 km.
C'est dans la mésopause que l'on mesure les températures les plus basses de l'atmosphère, le minimum absolu mesuré étant de −80 °C. Au-dessus de la mésopause la température augmente avec l'altitude.